# Santa Maria de la Secuita
Santa Maria de la Secuita és una obra de la Secuita (Tarragonès) protegida com a bé cultural d'interès local.

## Descripció
Es tracta d'una església de tres naus, la central gòtica. Abans la nau era coberta de fusta i, ara, ho és de rajoles amb llunetes, que es deuria construir quan es van fer les naus laterals (finals del segle xvii, inicis del xviii), amb tres capelles cada una (la de la dreta tocant a l'altar és la sagristia). Actualment és decorada amb pintures modernes; cal destacar-ne les de la capella del costat esquerre vora l'altar, de Josep Blasi i Bové, dels anys 60 del segle xx, i les del baptisteri, de Modest Dalmau.
La façana és senzilla, acabada amb frontó simple, triangular, té porta allindada i un petit rosetó. Adossat al costat esquerre, el campanar té quatre cossos: l'inferior de base quadrada amb carreus als angles; el segon de base també quadrada i arestes bisellades, amb 4 finestrals de mig punt per a les campanes; el tercer, més modern, segurament del segle xix, amb arestes romes i dues finestres a cada banda, com a lloc d'observació; el quart, de 1923, amb cúpula. Hi resten esgrafiats, potser del 1731, data que consta al frontó. A la llinda de la porta hi ha la data de 1844, potser l'any en què es substituí l'antiga porta adovellada (encara en queden restes al costat esquerre) per l'actual. Les voltes actuals se la nau central es recolzen sobre tres arcs torals apuntats, que abans sostenien un embigat gòtic policrom.

## Història
Inicialment l'església de la Secuita era sufragània de la del Codony; quan aquesta es traslladà a l'actual emplaçament (davant de Perafort), l'arquebisbe de Tarragona, el 1726, autoritzà el rector a anar a residir a la Secuita, residència que esdevingué forçosa a partir de 1731. A finals del segle xviii, l'església de la Secuita es convertí en parròquia, de la qual depenien la del Codony, la de Perafort, i la de la Pobla de Mafumet.
L'ampliació de la primitiva església gòtica de la Secuita, té l'origen al permís que el 1696 sol·licitaren a l'arquebisbe de Tarragona els jurats de la Secuita per a construir una capella del Sant Crist (que correspon a l'actual nau esquerra) i una sagristia; el 15 de març del mateix any, Josep Mora, bisbe de Moronea, en nom de Josep Llinàs arquebisbe de Tarragona, donà la corresponent llicència d'obres, que s'inauguraren el 1719; la benedicció solemne de la capella del Sant Crist, la feu Llorenç Manyé, rector del Codony.